# Dimants Krišjānis
Dimants Krišjānis (russisch Димантс Ютвальдович Кришьянис; * 15. September 1960 in Riga, Lettische Sozialistische Sowjetrepublik) ist ein ehemaliger sowjetischer Ruderer. Er gewann eine olympische Silbermedaille und drei Medaillen bei Weltmeisterschaften.
Der 1,92 m große Dimants Krišjānis von Dinamo Riga folgte 1979 seinem Bruder in den Vierer mit Steuermann, der Vierer mit Artūrs Garonskis, Dzintars Krišjānis, Dimants Krišjānis, Žoržs Tikmers und Steuermann Juris Bērziņš ruderte bei den Weltmeisterschaften 1979 auf den zweiten Platz hinter dem Vierer aus der DDR. In der gleichen Besetzung gewannen die für die Sowjetunion startenden Letten auch die Silbermedaille bei den Olympischen Spielen 1980 in Moskau, erneut war nur der DDR-Vierer vor ihnen im Ziel. Mit Wiktor Omeljanowytsch für Garonskis belegte der sowjetische Vierer den dritten Platz hinter den Booten aus der DDR und den USA bei den Weltmeisterschaften 1981. 1982 ruderten die Mitglieder des Vierers von 1981 im Achter, hinter den Neuseeländern und dem DDR-Achter gewann der sowjetische Achter die Bronzemedaille.